# Ранній нідерландський живопис

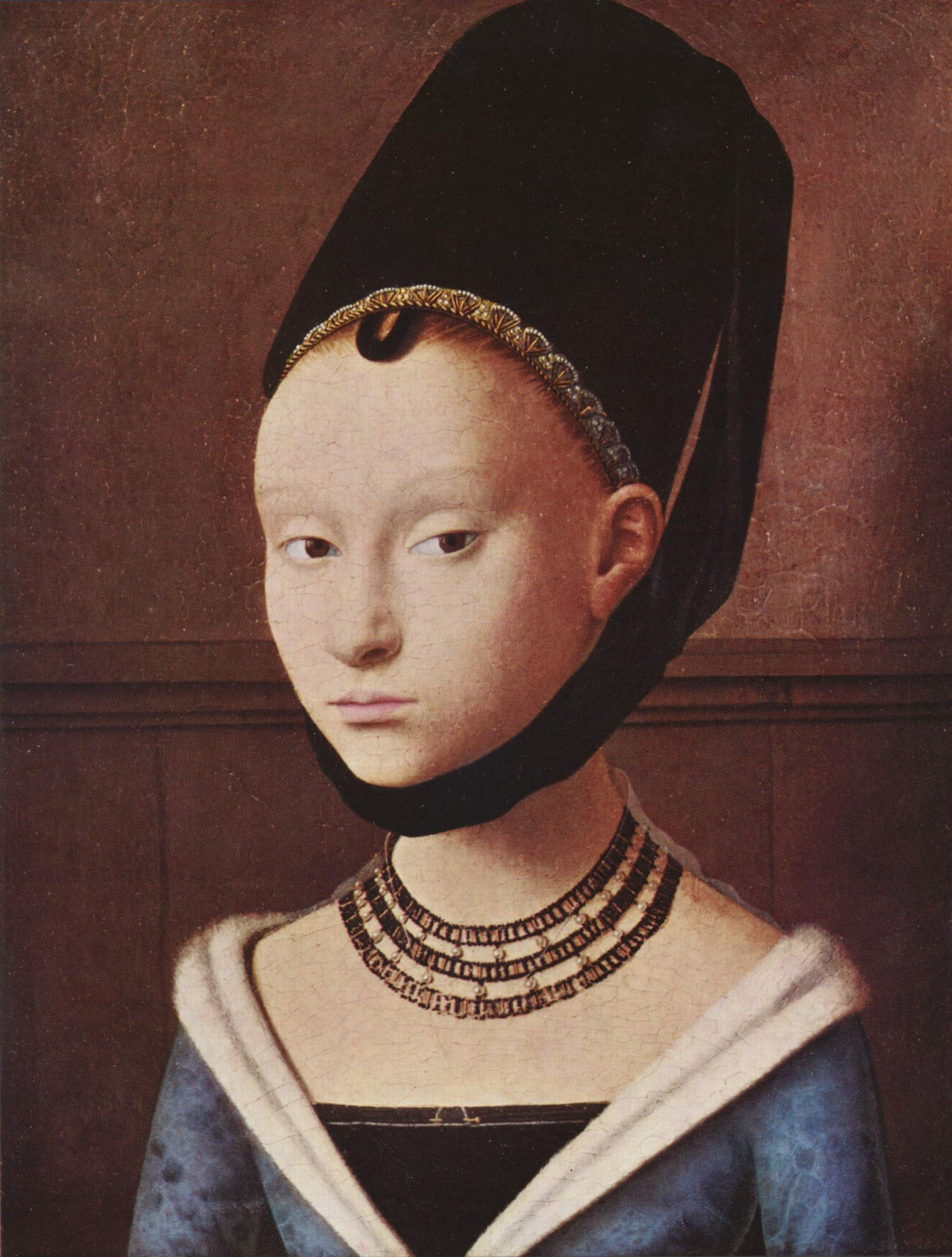
Петрус Крістус. Портрет молодої пані. Близько 1450. Берлінська картинна галерея. Берлін

Ранній нідерландський живопис, часом: старонідерландский живопис (нід. Vlaamse Primitieven) — епоха в історії нідерландського й, зокрема, фламандського живопису, що в історії європейського мистецтва охоплює приблизно ціле століття, починаючи з другої чверті XV століття. Епоха раннього нідерландського живопису є одним з етапів Північного Відродження. Мистецтво пізньої готики змінюється в той час мистецтвом раннього Ренесансу. У той час пізня французька готика створила універсальну мову художньої форми, до розроблення якої долучалося зокрема й багато нідерландських майстрів живопису, проте в описуваний період на території Нідерландів сформувалася особлива самостійна живописна школа, що вирізнялася насамперед реалістичною манерою письма. Ця школа знайшла своє вираження здебільшого у жанрі портрета.

## Історичні передумови

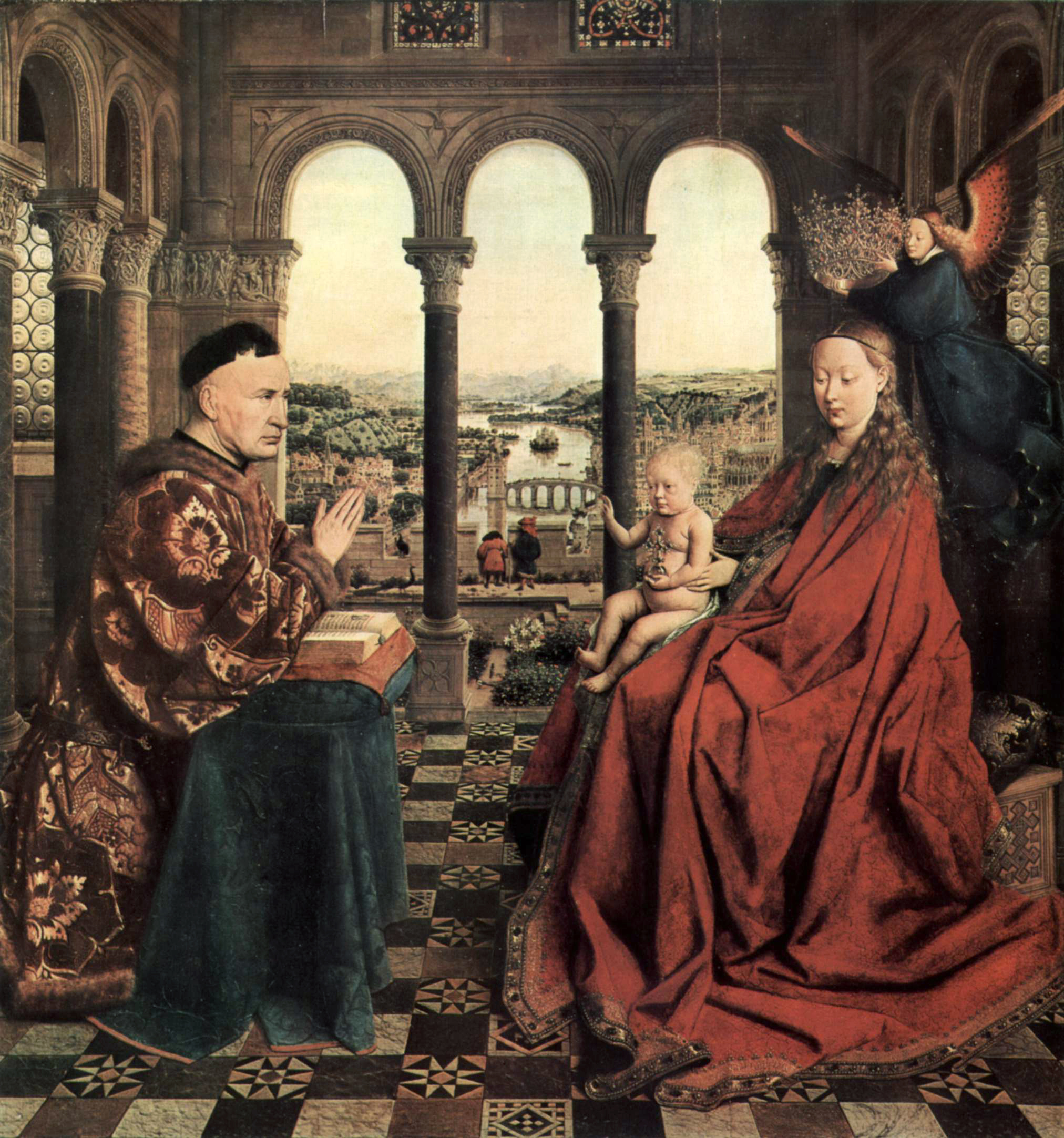
Ян ван Ейк. «Мадонна канцлера Ролена». 1435. Лувр. Париж

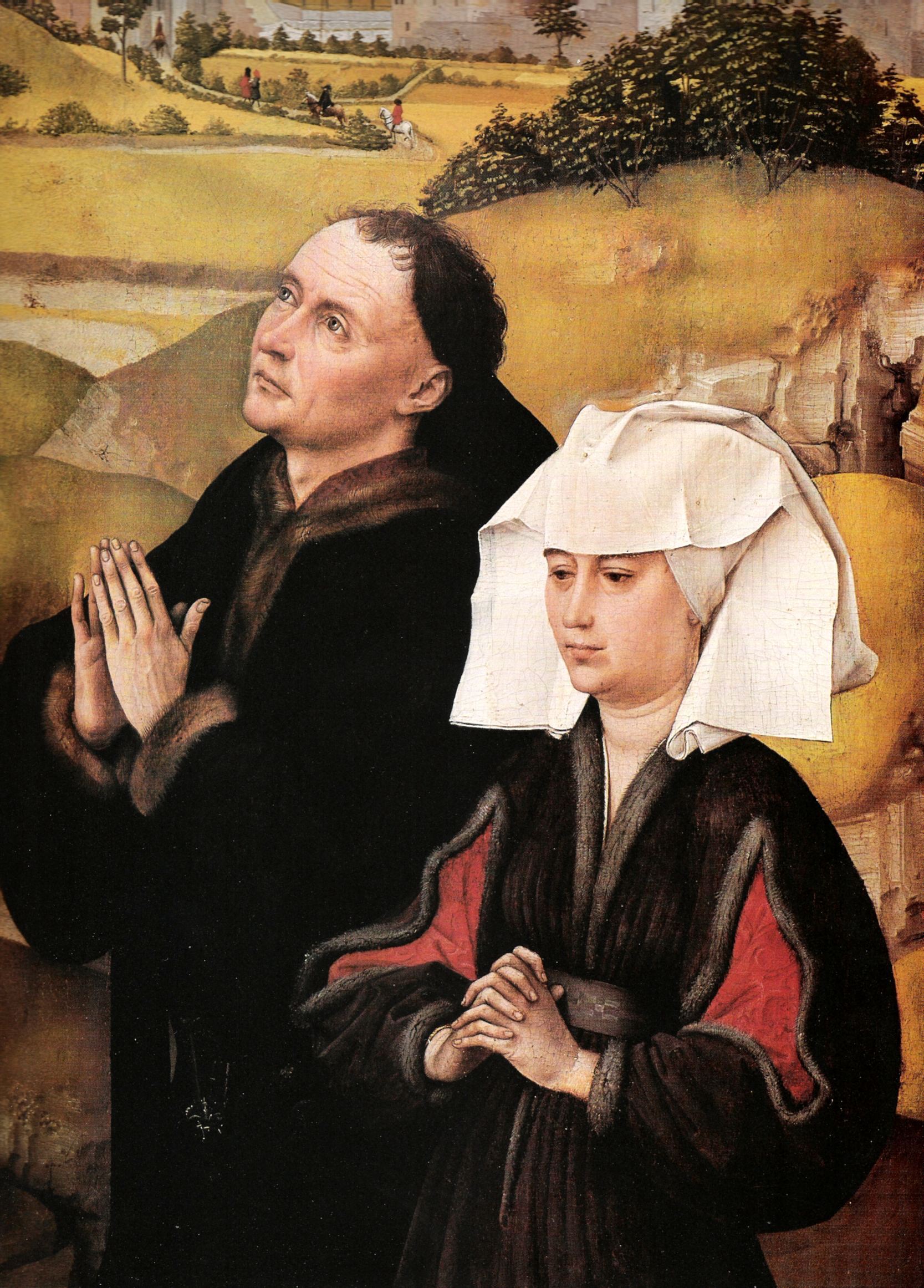
Рогір ван дер Вейден: Подружжя донаторів. Триптих «Розп'яття». Центральна панель. Близько 1440—1445. Музей історії мистецтв. Відень

З XIV століття на теренах теперішніх Нідерландів відбувалися зміни культурно-соціального характеру: на зміну церкви як головного замовника творів мистецтва прийшли світські меценати. Нідерланди як центр мистецтва стали відтісняти мистецтво пізньої готики при французькому дворі.
Нідерланди пов'язувала з Францією зокрема й загальна Бургундська династія, тому фламандські, валлонські та голландські художники, що якраз не мали замовлень, знаходили собі роботу у Франції при дворах Анжу, Орлеана, Беррі й самого французького короля. Видатні майстри інтернаціональної готики, брати Лімбург з Гельдерна за своєю суттю були французькими художниками. За рідкісним винятком в особі Мельхіора Брудерлама на батьківщині, в Нідерландах, залишалися лише живописці рангом нижче.
Після битви при Азенкурі в 1415 році й смерті герцога Беррійського Жана Валуа герцог Бургундії Філіп III Добрий повернувся у Фландрію. Бургундський двір, що переїхав з ним до Фландрії, створив для місцевих художників найкращі умови для творчості на батьківщині. Потреба їхати до Франції відпала. Почали формуватися регіональні художні школи. Якщо раніше майстерність виняткових талантів Жана де Бондоля, Жана Малуеля чи братів Лімбург плекалися на ґрунті «інтернаціонального стилю», то тепер франко-фламандські художники стали нідерландцями. Мистецтвознавець Ервін Панофскі навіть говорив про «репатріацію фламандського генія». Нове покоління нідерландських художників відмовилося від універсальної мови готичних форм, створивши специфічну нідерландську школу живопису.
Добробут торгових центрів зіграв свою роль у цьому розвиткові, провідні художні майстерні тепер перебували зовсім поряд. Розквіт фламандських і брабантські міст Брюгге, Антверпена, Гента, Брюсселя, Іпра, Мехелена і Левена дозволив місцевим багатіям конкурувати на рівних з князями, не поступаючись ним ні в багатстві, ні у владі. Ця третя група замовників і меценатів поряд зі знаттю і церквою впливала на вибір тем для живописних творів. Але й релігійні твори мистецтва, як, наприклад, вівтарні картини, часто не замовлялися церквою безпосередньо, а переходили у її власність від купецьких гільдій.
Завдяки замовленням живописних творів, які демонструвалися в представницьких цілях в будинках, виник абсолютно новий жанр мистецтва — портретний живопис, який приніс в мистецтво елемент індивідуалізації, що цілком відповідало духові часу.

## Характерні риси

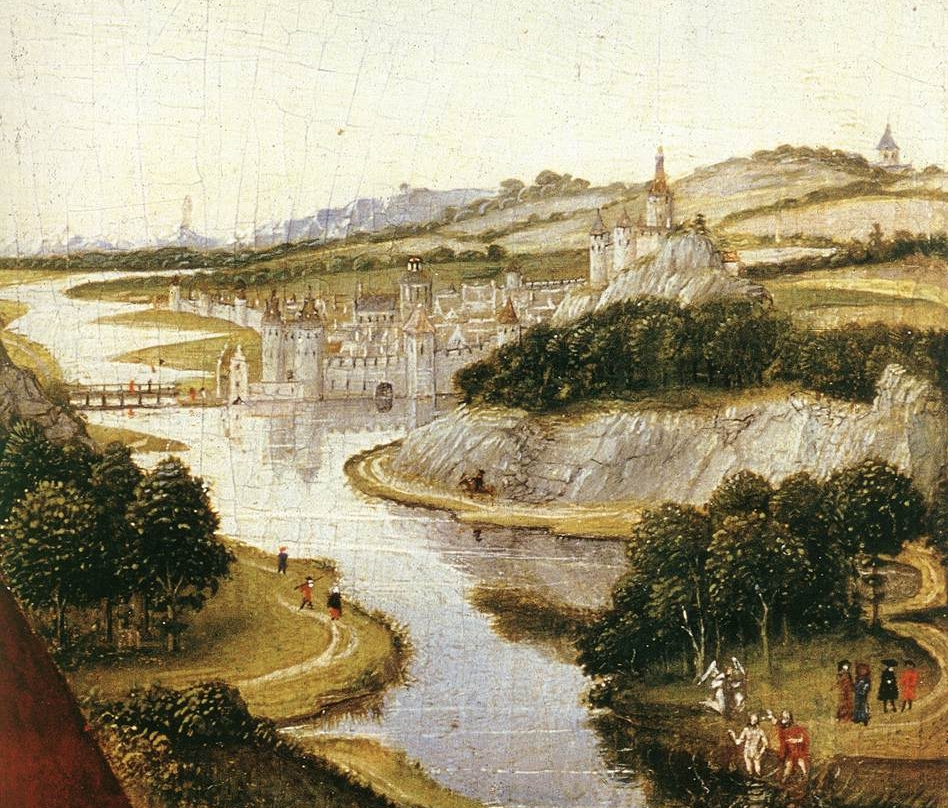
Рогір ван дер Вейден. Пейзаж на триптиху родини Брак. Близько 1450. Лувр. Париж

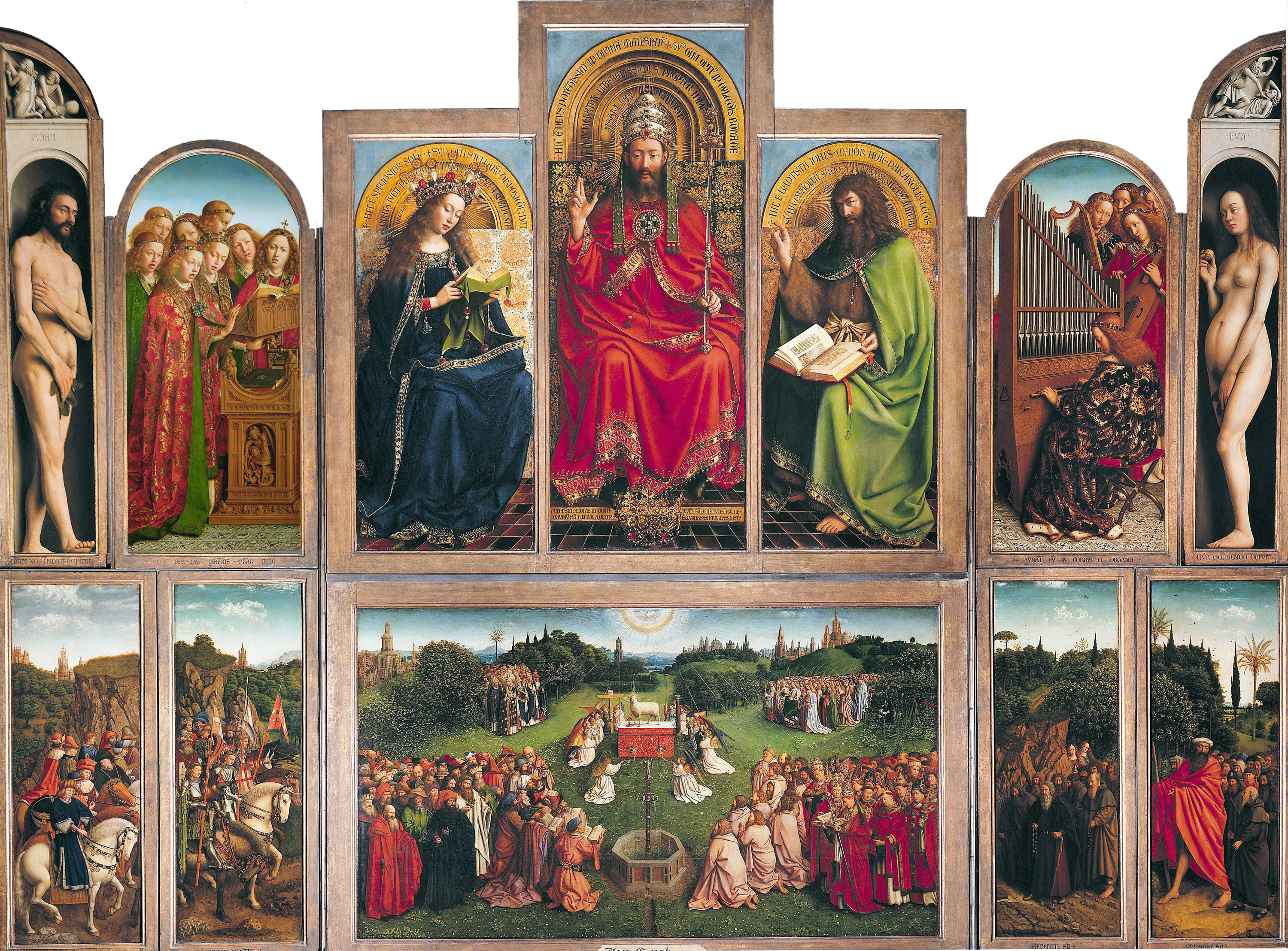
Ян ван Ейк. Гентський вівтар. 1432. Собор Святого Бавона. Гент

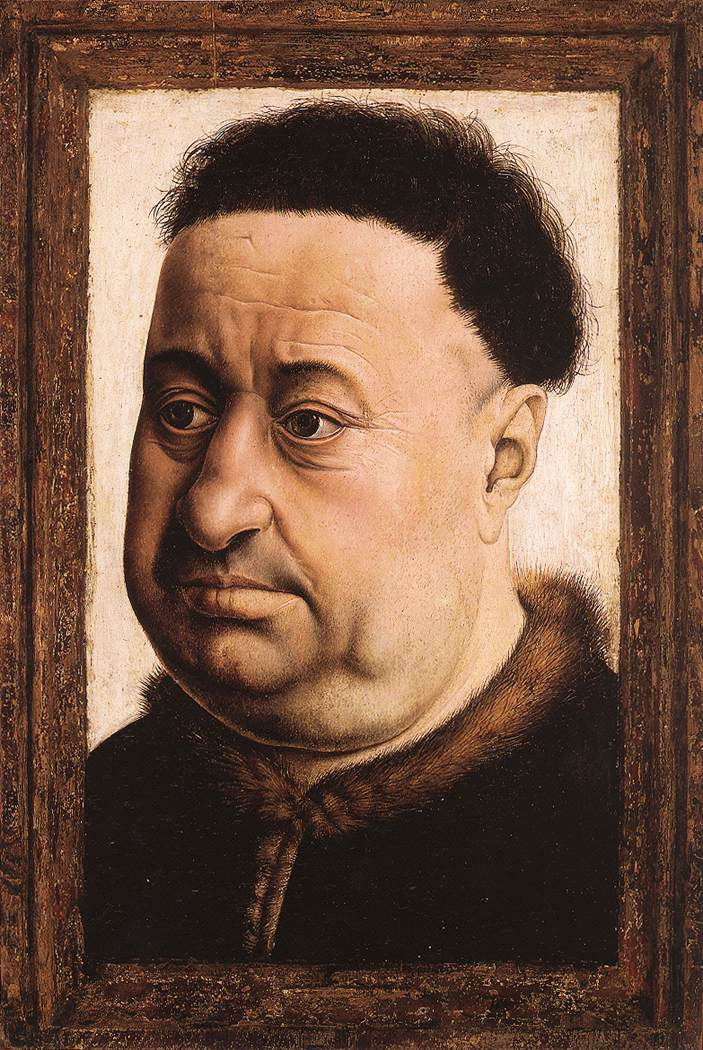
Робер Кампен. Портрет огрядного чоловіка. Близько 1425. Музей Тіссен-Борнеміса. Мадрид

У XV столітті при дворах герцогів бургундських в Діжоні, Брюгге і Турне постала власна художня школа, що поєднувала естетику готики і Ренесансу. Деякі історики мистецтва вбачають її коріння у французько-фламандській книжковій мініатюрі, наприклад, у творчості Жана Пюселя чи братів Лімбург.
Ці твори живопису суттєво відрізняються від своїх готичних попередників насамперед своїм майже фотографічним реалізмом. Імпульс, отриманий від раннього й зрілого італійського Відродження, в поєднанні з місцевими традиціями призвів до формування самостійної, абсолютно нової художньої мови. Нідерландська увага до природи виразилася в пейзажному живописі. Спочатку золоте тло середньовічних картин змінили реалістичні ландшафти, а потім пейзаж став самостійним жанром мистецтва.
Точність у спостереженні явищ природи поширилася і на зображення людського тіла. Зображення оголених Адама і Єви на Гентському вівтарі Яна ван Ейка вирізняється природністю, небаченою з античних часів. На відміну від італійських художників, які захоплювалися в своїх зображеннях оголеною натурою та анатомічними деталями, Ян ван Ейк вивчав поверхню і рух людського тіла, що й намагався виразити до найдрібніших подробиць у своїх роботах.
Новизна раннього нідерландського живопису полягала, з одного боку, у деталізованому описі поверхонь предметів, а з іншого боку, в пластичності, що досягається за рахунок точно помічених і вдало застосованих світлових ефектів. В основу нового стилю лягла нова живописна техніка — олія.
До ван Ейків і Робера Кампена нідерландський і фламандський живопис орієнтувалися на інтернаціональну готику, яку частіше називають «прекрасним» або «м'яким стилем». Навіть найбільші майстри ще довгий час не могли повністю звільнитися від цього впливу, видовжені постаті й багатий складками одяг явно свідчать про давніші живописні традиції. Загалом ранньому нідерландському живопису до XV століття в наш час[коли?] приділяється доволі мало уваги. Картини вважаються провінційними і другорядними, у багатьох публікаціях з історії мистецтва ранній нідерландський живопис розглядається тільки починаючи з Флемальского майстра.
Біля витоків раннього нідерландського живопису у вузькому сенсі, стоїть Ян ван Ейк, який в 1432 році закінчив роботу над своїм головним шедевром — Гентським вівтарем. Ще сучасники вважали роботи Яна ван Ейка та інших фламандських художників «новим мистецтвом», чимось абсолютно новим. Хронологічно старонідерландський живопис розвивався приблизноодночасон з італійським Ренесансом.
З появою портрета світська, індивідуалізована тема стала вперше головним мотивом живопису. Жанрові картини і натюрморти зробили прорив в мистецтві лише в період нідерландського бароко XVII століття.
Дедалі частіше замовниками крім дворянства і кліру виступала багата знать і купецтво. Людина на картинах більше не ідеалізувалася. Перед глядачем постають справжні люди з усіма своїми людськими недоліками. Зморшки, мішки під очима, — все без прикрас натурально зображувалося на картині. Святі більше не мешкали виключно в храмах, вони входили й у будинки городян. Характер раннього нідерландського живопису свідчить про настання Нового часу.

## Художники

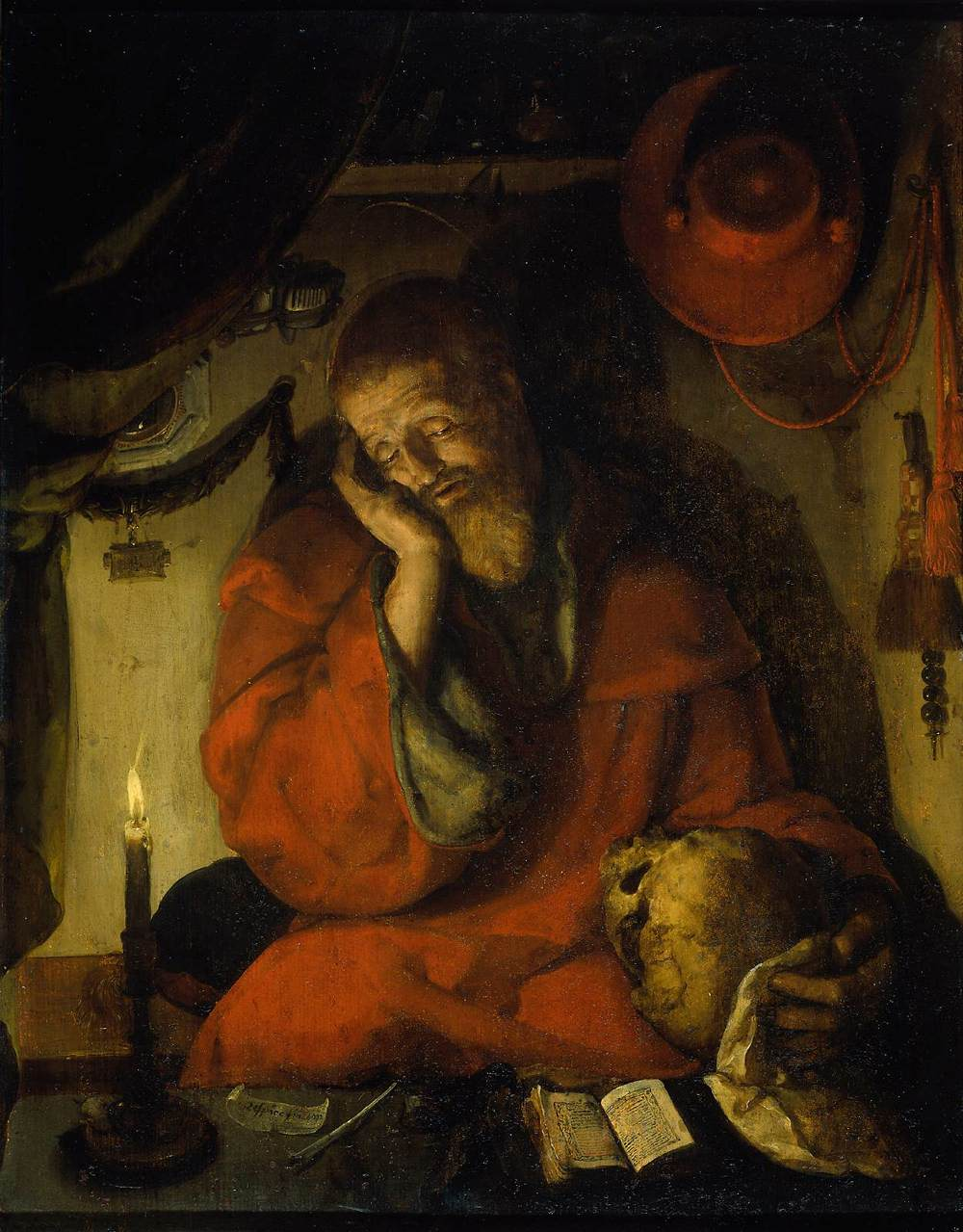
Артген ван Лейден (1498—1564). «Св. Єронім в келії при свічці», бл. 1520 р., Державний музей (Амстердам)

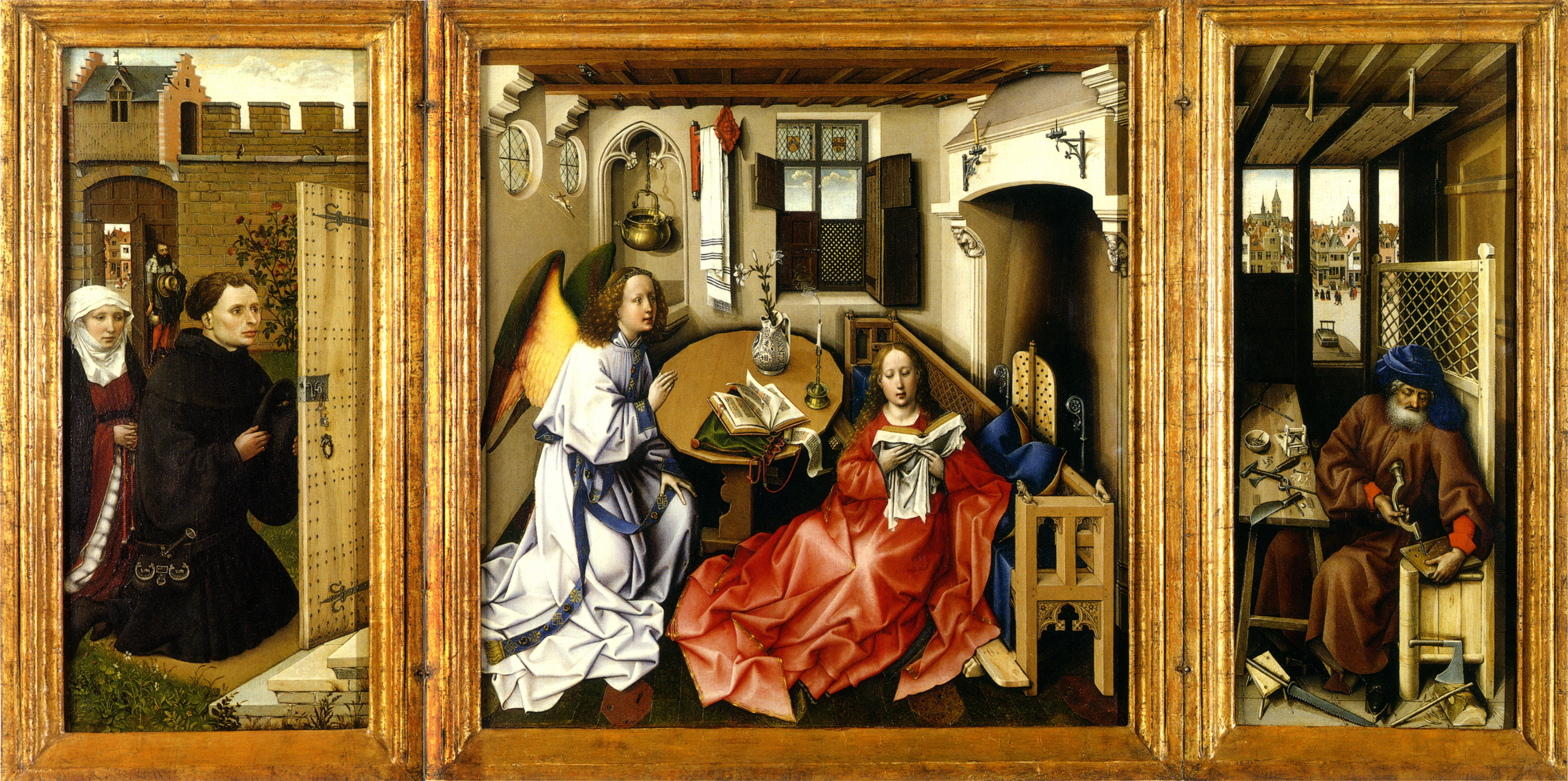
Робер Кампен і помічники. Вівтар Мероде. 1425—1428. Музей Метрополітен. Нью-Йорк

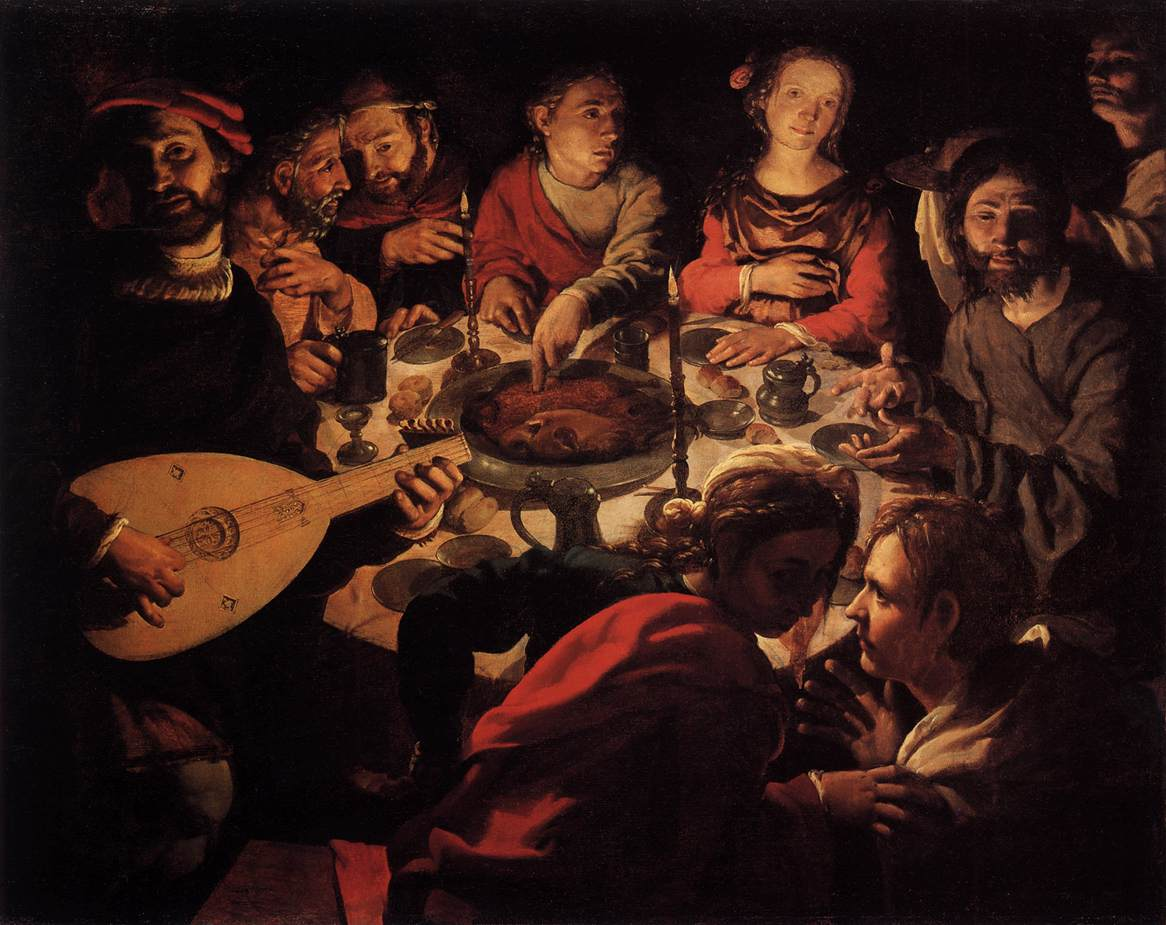
Ян Корнеліс Вермеєн (1504—1559). «Весілля в Кані Галілейській», бл. 1532 р., музей Боннефантен.

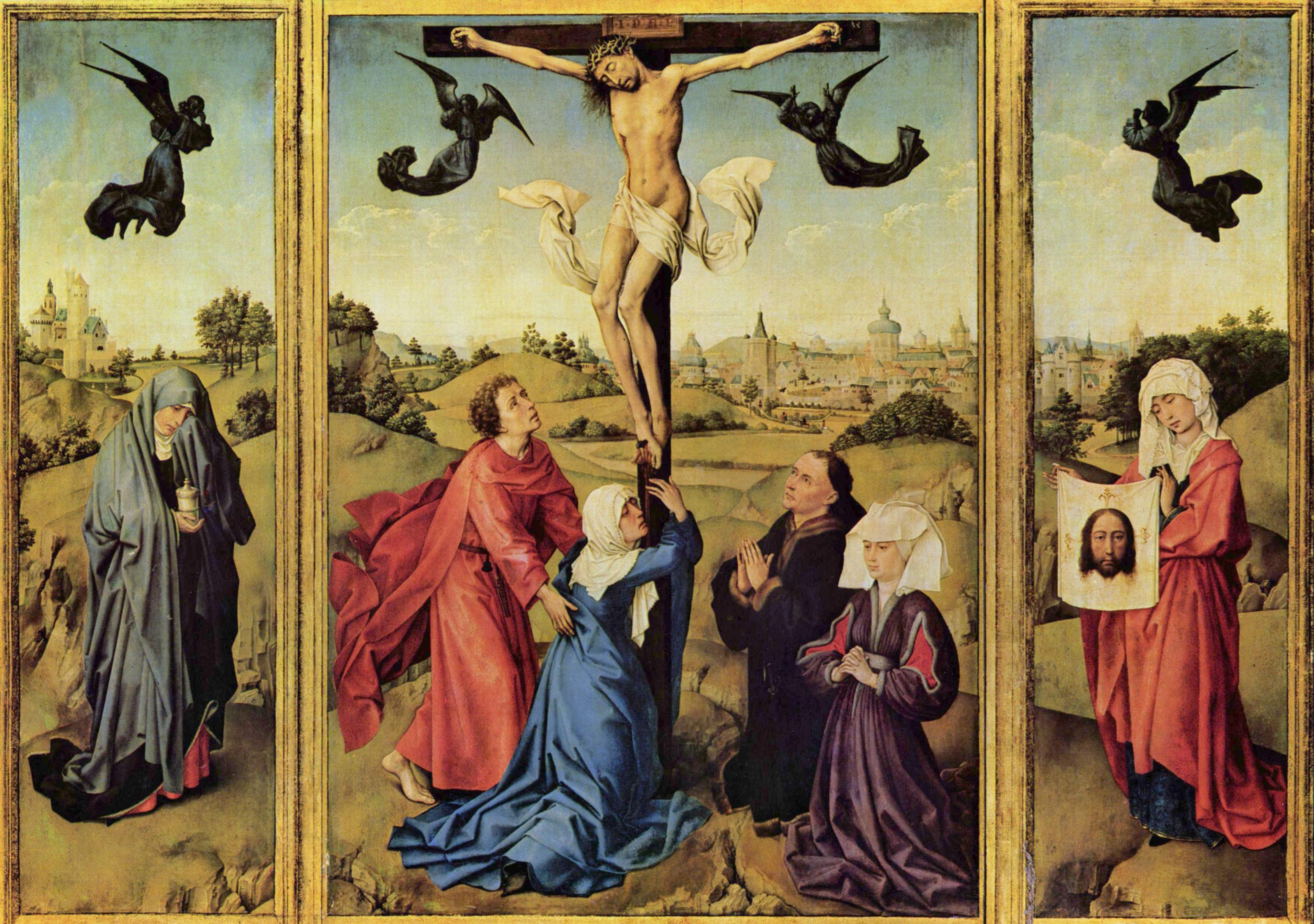
Рогір ван дер Вейден. Розпяття. 1440—1445. Музей історії мистецтв. Відень

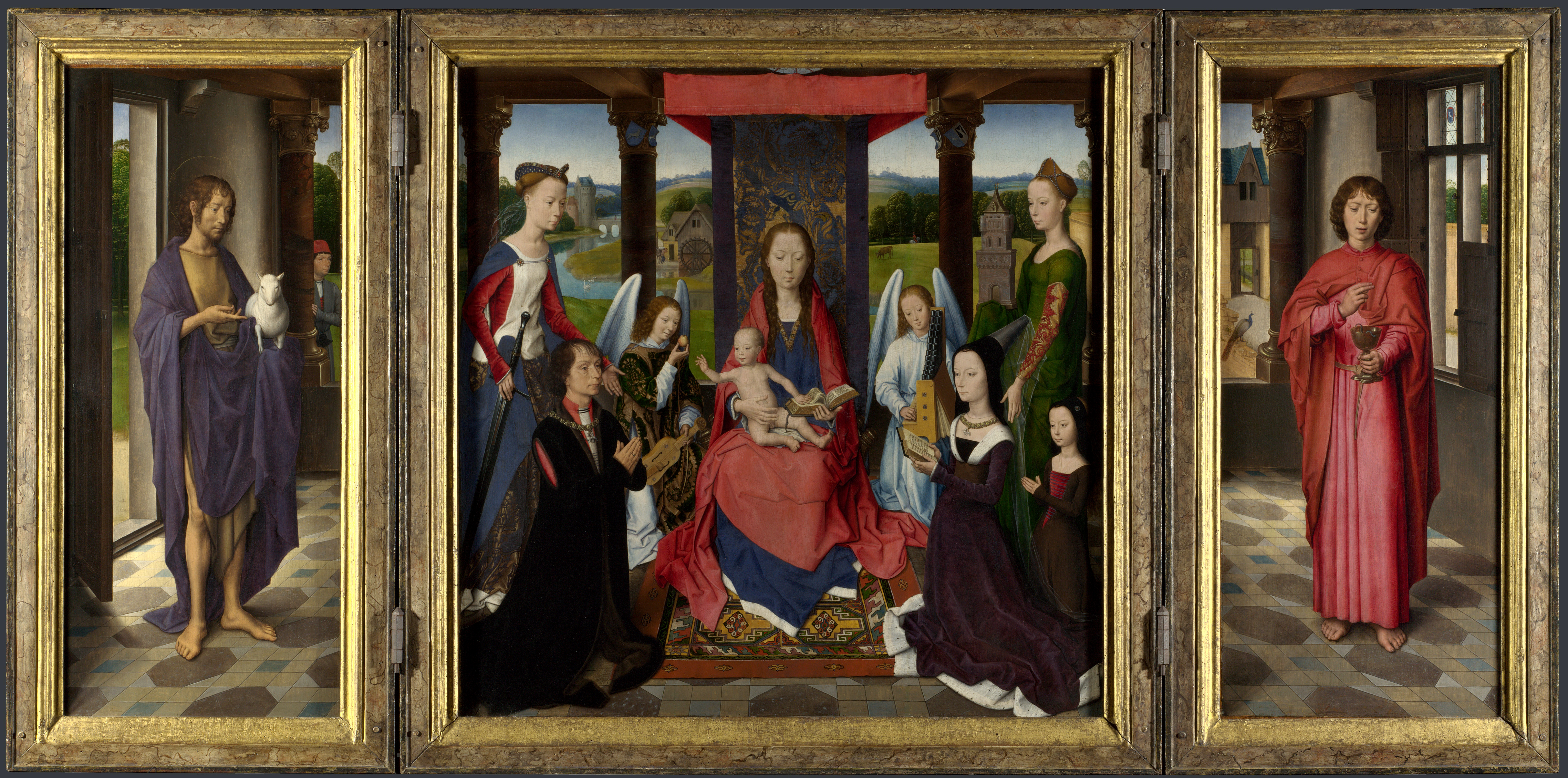
Ганс Мемлінг. Вівтар Діви Марії. Близько 1468. Національна галерея. Лондон

Одним з найперших представників нових художніх поглядів поряд з Яном ван Ейком вважається Флемальський майстер, якого в наш час[коли?] ідентифікують як Робером Кампеном. Його головна робота — триптих Мероде (близько 1425), що зберігається в Музеї Метрополітен в Нью-Йорку. Довгий час дослідники ставили під сумнів сам факт існування у Яна ван Ейка брата Губерта. Новітні дослідження показали, що згадуваний лише в декількох джерелах Губерт ван Ейк був лише посереднім художником Гентської школи, який не мав ні родинного, ні будь-якого іншого відношення до Яна ван Ейка.
Учнем Кампена вважається Рогір ван дер Вейден, який, імовірно, брав участь у роботі над триптихом Мероде. У свою чергу він вплинув на Дірка Боутса і Ганса Мемлінга. Сучасником Мемлінга був Гуго ван дер Гус, який уперше згадується в 1465 році.
З цього ряду виділяється найзагадковіший художник цього часу Ієронім Босх, чия творчість досі не отримало однозначного тлумачення.
Поряд з цими великими майстрами заслуговують згадки такі ранні нідерландські художники як Петрус Крістус, Колін де Котер, Альберт Боутс, Госвін ван дер Вейден, Жан Малуель і Квентін Массейс. До наших днів збереглася лише мала дещиця робіт ранніх нідерландських художників. Незліченна кількість картин і малюнків стала жертвою іконоборства в часи реформації і воєн. Крім того багато робіт зазнали серйозних пошкоджень і ті полотна, що дійшли до нашого часу, нерідко потребують дорогої реставрації. Деякі твори збереглися лише в копіях, тоді як більшість втрачено назавжди.
Творчість ранніх нідерландців і фламандців представлено у найбільших художніх музеях світу. Але деякі вівтарі й картини, як і раніше знаходяться на своїх старих місцях — у церквах, соборах і замках, як, наприклад, Гентський вівтар у соборі Святого Бавона в Генті. Проте подивитися на нього тепер можна тільки через товсте броньоване скло.
Серед уславлених нідерландських майстрів знайшлись навіть художники, що емпіричним шляхом відкрили риси караваджизма задовго до уславленого Караваджо та його авторитетних послідовників, серед них Артген ван Лейден та Ян Корнеліс Вермеєн, настільки могутніми були потенції раннього нідерландського живпису.

## Вплив

### Італія

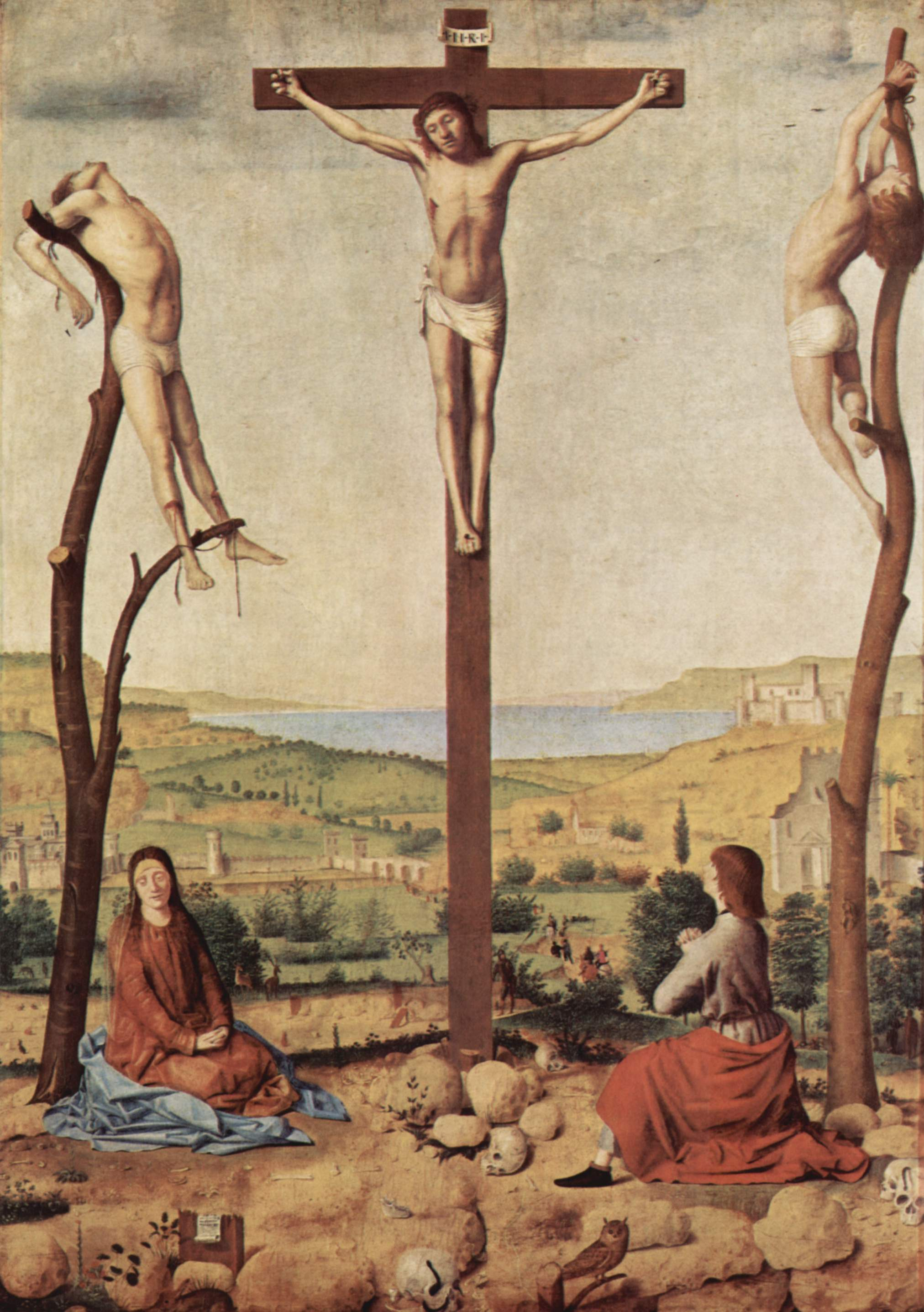
Антонелло да Мессіна. Розп'яття. 1475. Королівський музей витончених мистецтв. Антверпен

На батьківщині Ренесансу, в Італії Ян ван Ейк користувався великою повагою. Через кілька років після смерті художника гуманіст Бартоломео Фаціо навіть назвав ван Ейка «князем серед живописців століття».
У той час як італійські майстри використовували складні математичні й геометричні розрахунки, зокрема, систему перспективи, фламандцям вдавалося точно відображати «реальність» ніби без особливої попередньої праці. Дія на картинах вже не відбувалася як у готиці одночасно на одній сцені. Приміщення зображуються відповідно до законів перспективи, а пейзажі перестали бути схематичним тлом. Широке, детально промальоване тло картин відводить погляд у некінченність. І одяг, і меблі, і предмети обстановки відображалися з фотографічною точністю.
Фламандська манера (maniera Fiamminga) справила величезний вплив на мистецтво італійського кватроченто. Антонелло да Мессіна навіть довгий час вважався безпосереднім учнем Яна ван Ейка. Італійські колекціонери живопису замовляли численні картини в північних майстрів, меценати надавали молодим художникам можливість навчання у фламандських майстернях.
Ван Ейк довгий час вважався творцем олійного живопису. Насправді його картини виконані в змішаній техніці: традиційна темпера доповнена елементами олійної техніки. Майстер також використовував як зв'язуючий засіб терпентинну олію (білий лак). За рахунок них фарба висихає значно швидше і набуває великої соковитість кольору. Ці новації були швидко підхоплені іншими європейськими митцями.
Поряд з дивовижною соковитістю барв на італійців справило особливе враження «внутрішня шляхетність» фламандців. На італійський живопис наклав відбиток гуманізм, в якому північному мистецтву вдалося поєднати натуралізм з глибокою релігійністю.

### Німеччина

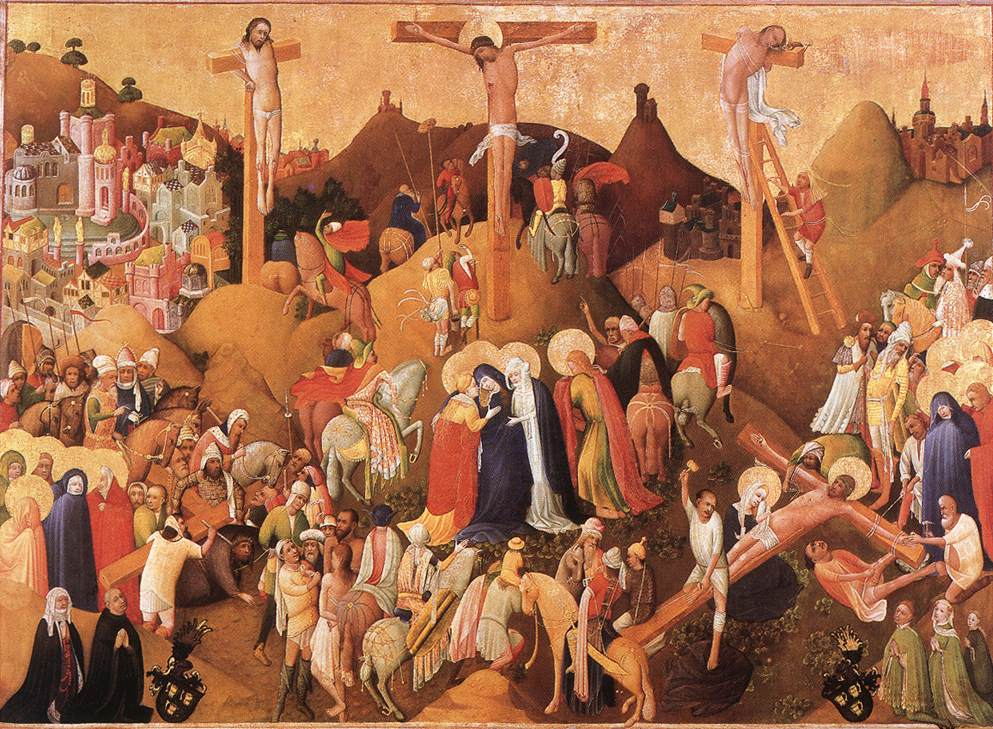
Голгофа Вассерфассів. Близько 1420—1430. Музей Вальрафа-Ріхарца. Кельн

Новий художній напрям, якому було призначено разом з італійським живописом визначити долю європейського мистецтва майже на два століття, природно, проник і в сусідню Німеччину. Джорджо Вазарі навіть вважав Альбрехта Дюрера та його попередника Мартина Шонгауера фламандцями. І справді творчість обох митців неможливо уявити без нідерландського впливу.
Дюрер вчився у Міхаеля Вольгемута, який, у свою чергу був учнем у Ганса Плейденвурфа, і зазнав сильного впливу нідерландської живописної техніки. У 1520–1521 роках під час своєї подорожі до Нідерландів великий син Нюрнберга отримав можливість навчитися фламандське мистецтво на місці.
Однією з найбільш ранніх німецьких картин у фламандській манері вважається «Голгофа Вассерфассів». Ще помітніший бургундсько-фламандський вплив відчувається у Стефана Лохнер, що твоив у Кельні. Завдяки територіальній близькості Кельн і регіон Нижнього Рейну зазнали особливо сильного впливу нідерландського мистецтва. У 1455 році представник кельнської знаті Годдерт фон дем Вассерфасс замовив Рогиру ван дер Вейдену «Вівтар Колумби» (інакше «Вівтар трьох королів»), який зараз зберігається в Старій пінакотеці Мюнхена.

### Іспанія

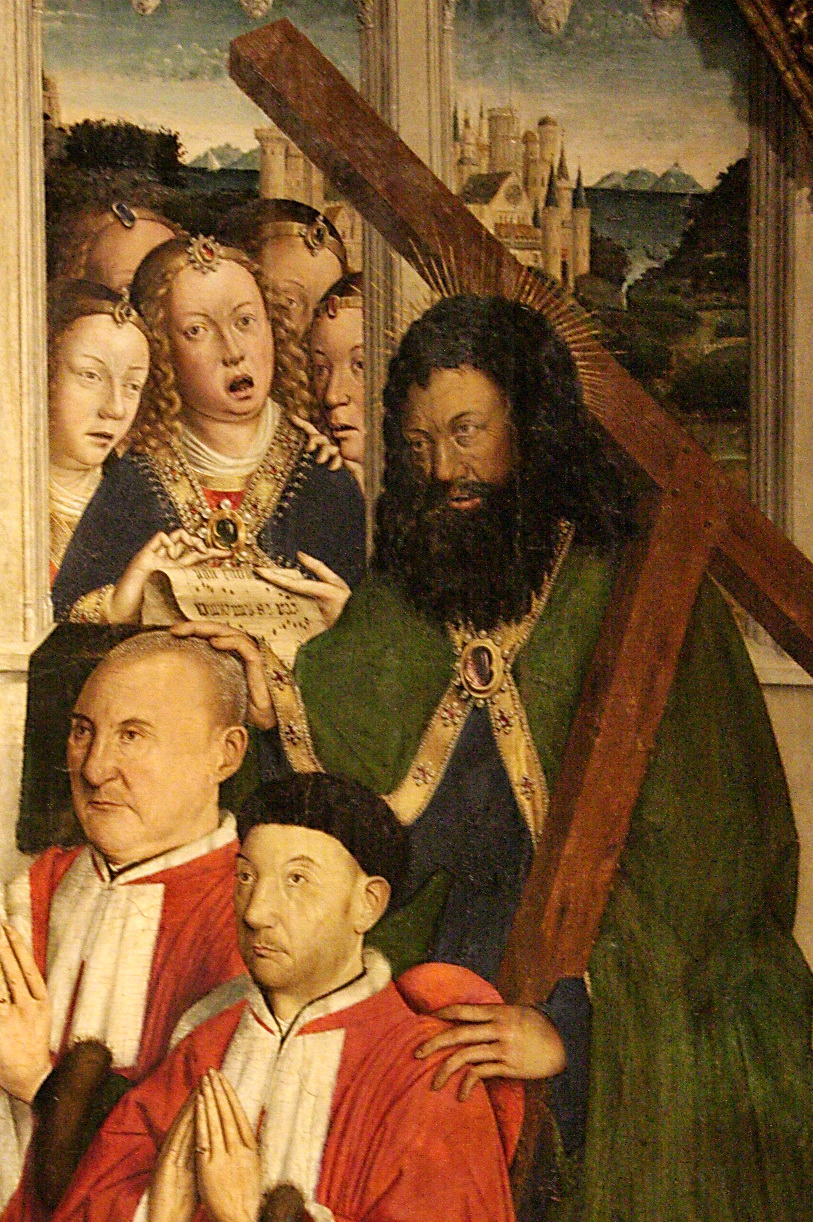
Луїс Далмау. Мадонна на троні. Фрагмент. 1445. Національний музей мистецтва Каталонії. Барселона

Перші свідчення про поширення північної техніки живопису в Іспанії було знайдено в королівстві Арагон, до якого входили Валенсія, Каталонія і Балеарські острови. Король Альфонс V ще у 1431 році відправив свого надвірного художника Луїса Далмау до Фландрії. У 1439 році до Валенсії разом зі своєю майстернею переїхав художник з Брюгге Луїс Алімброт (Luís Alimbrot, Lodewijk Allyncbrood). Ян ван Ейк імовірно відвідав Валенсію ще в 1427 році в складі бургундської делегації.
Валенсія була на той час була одним з найбільших і найвпливовіших центрів Середземномор'я й притягала художників зі всієї Європи. Крім традиційних художніх шкіл «інтернаціонального стилю» тут зустрічалися майстерні, що працювали як у фламандському, так і в італійському стилі. Тут розвинувся так званий «іспано-фламандський» напрям мистецтва, основними представниками якого вважаються Бартоломе Бермехо, Хайме Уге і Родріго де Узона.
У Кастильському королівстві вплив північній живопису також виявилося доволі рано. Але місцеві художники використовували як основу для своїх картин пінієві панелі замість звичайних дубових і як і раніше надавали перевагу темпері. Відмінною рисою живопису Кастилії і Арагону є «щедрість» у використанні листового золота й золотого порошку. Іншою особливістю є багата орнаментика і масштабність розмірів іспанських ретабло.
Кастильські королі володіли кількома відомими творами Рогіра ван дер Вейдена, Ганса Мемлінга і Яна ван Ейка. Крім того, придворним портретистом королеви Ізабелли став приїжджий художник Хуан де Фландес («Ян з Фландрії», прізвище невідоме), що заклав основи реалістичної школи іспанського придворного портрета.

### Португалія

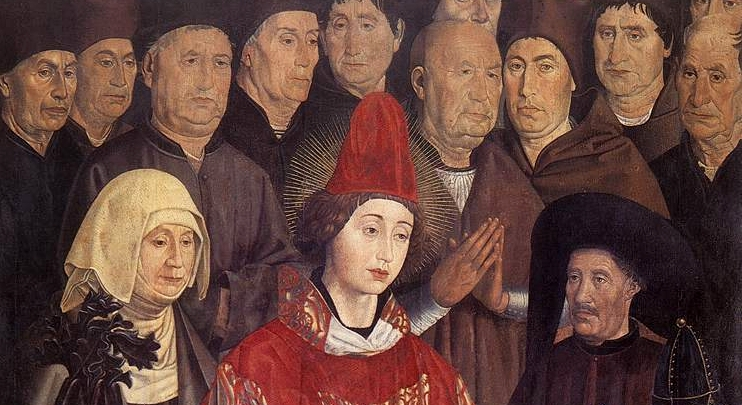
Нуньйо Гонсаліш: Вівтар св. Вінсента. Фрагмент. Близько 1460. Національний музей давнього мистецтва (Лісабон). Лісабон

Самостійна школа живопису виникла в Португалії в другій половині XV століття в лісабонській майстерні надвірного художника Нуньйо Гонсаліша. Творчість цього художника розвивалася в повній ізоляції: у нього, схоже, не було ні попередників, ні послідовників. Фламандський вплив відчувається зокрема в його поліптіху «Святий Вінсент».

## Література

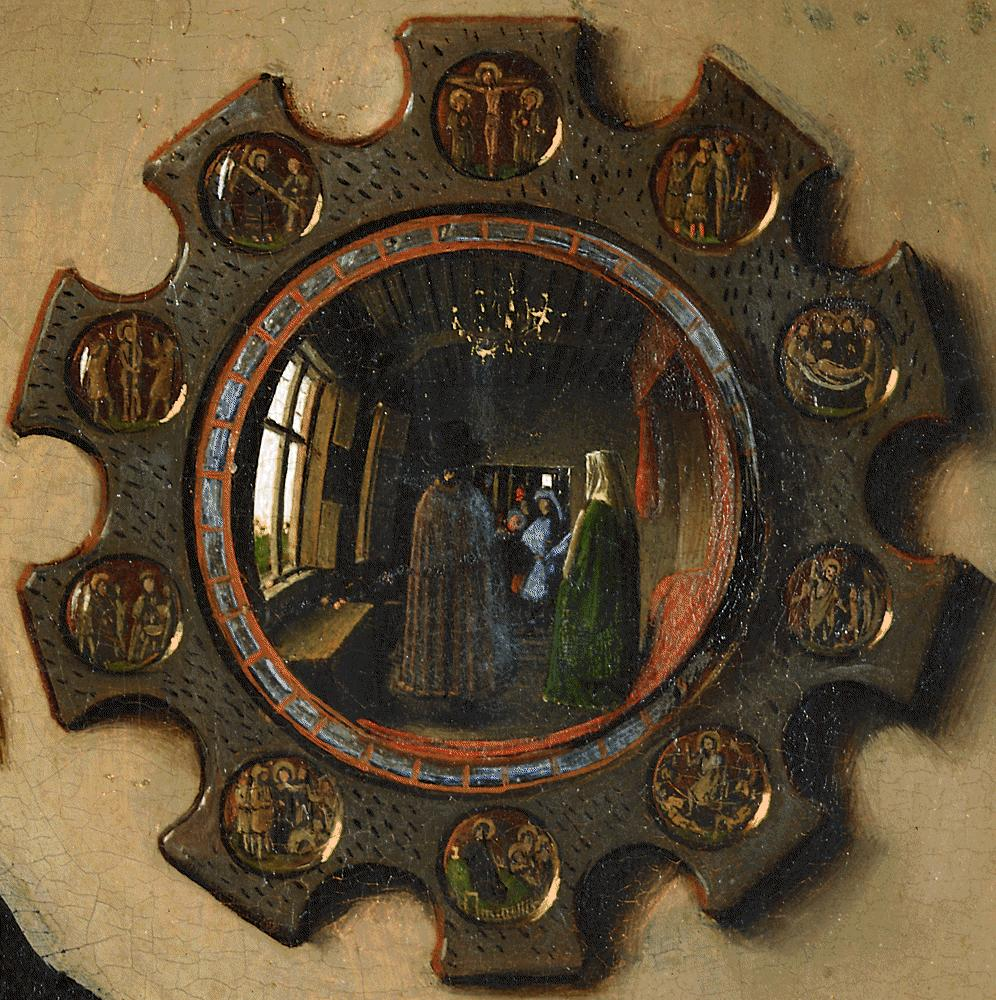
Ян ван Ейк, Портрет подружжя Арнолфіні, деталь, Лондонська національна галерея